# Општина Мајеруш (Брашов)
Мајеруш (рум. Mãieruş) општина је у Румунији у округу Брашов.
Oпштина се налази на надморској висини од 491 m.